# 平舘村 (青森県)
平舘村（たいらだてむら）は、青森県東津軽郡の北東部に位置していた村である。

## 地理
青森湾の入り口にあたる平舘海峡の西に面した村で、丸屋形岳の東側を村域とする。役場は湯ノ沢川の河口付近、村のほぼ中央に位置する。
- 山: 丸屋形岳
- 河川: 湯野沢川

### 隣接していた自治体
- 東津軽郡：蟹田町、今別町

## 歴史
- 1889年（明治22年）4月1日 - 町村制施行により石浜村の一部、平舘村、根岸村、石崎村、野田村、今津村が合併し、平舘村が発足。
- 2005年（平成17年）3月28日 - 蟹田町、三厩村と新設合併により、外ヶ浜町が誕生。

## 産業

### 漁業
- 平舘漁港

## 地域

### 教育
※いずれも廃校。
- 平舘中学校
- 平舘小学校

### 金融
- 陸奥平舘郵便局
- 陸奥船岡郵便局

## 交通

### バス
- 平舘村営バス

### 道路
- 国道280号